# Втора гуансийска кампания
Втората гуансийска кампания от април до 4 август 1945 година е военна кампания в Гуанси в южен Китай по време на Втората китайско-японска война, част от Втората световна война.
Тя включва настъпление по три направления на силите на Република Китай срещу последната по-голяма територия в континентален Китай, оставаща под контрола на Япония. Офанзивата е успешна и се превръща в последната голяма военна операция на Втората китайско-японска война – китайското командване подготвя разчистването на останалите разпръснати по крайбрежието и района на Шанхай японски позиции, но дни след края на кампанията Япония капитулира.